# Madame Dompierre de Fontaine
Pour les articles homonymes, voir Dompierre.
Madame de Dompierre de Fontaine (Paris, 1715-1771) est une peintre française.

## Famille
Née en 1715 Marie-Elisabeth Mignot, elle est la sœur cadette de Madame Denis, née Marie-Louise Mignot, la compagne de Voltaire. Toutes deux sont les nièces du philosophe. 
En 1738, elle épouse  M. Dompierre de Fontaine (1689-1756). En 1742, elle donne naissance à un fils, Alexandre Marie François de Dompierre d’Hornoy (1742-1828), qui sera président de la première chambre des Enquêtes du Parlement de Paris en 1780, maire d'Hornoy en 1808 et conseiller d'État honoraire en 1814.
Devenue veuve en 1755, elle se remarie en 1762 avec Philippe-Antoine de Claris, marquis de Florian. 
Elle meurt en 1771, à 56 ans. Son monument funéraire est conservé dans l'église Notre-Dame de Hornoy.

## Œuvre
Madame Dompierre de Fontaine est connue pour ses pastels. 
Elle a notamment réalisé des portraits de son fils (Le Petit Savoyard), de sa sœur et de Voltaire avec cette technique.